# Charlie Munger
Charles Thomas Munger (1. ledna 1924 Omaha – 28. listopadu 2023 Santa Barbara) byl americký multimiliardář, investor, podnikatel a realitní právník. Byl místopředsedou představenstva konglomerátu Berkshire Hathaway, ovládaného Warrenem Buffettem; Buffett označil Mungera za svého nejbližšího partnera a pravou ruku. V letech 1984 až 2011 byl Munger předsedou představenstva společnosti Wesco Financial Corporation. Byl také předsedou společnosti Daily Journal Corporation se sídlem v Los Angeles v Kalifornii a ředitelem společnosti Costco Wholesale Corporation.
Studoval matematiku na Michiganské univerzitě, strávil několik let v armádě (1943–1946) a v roce 1948 dokončil studium práv na právnické fakultě Harvardovy univerzity.
Je autorem knihy Poor Charlie's Almanack: The Wit and Wisdom of Charles T. Munger, ve které popisuje svou investiční filozofii a nabízí své přístupy k řešení kritických obchodních problémů. Byl také známým kritikem kryptoměn. V lednu 2021 časopis Forbes odhadl jeho čisté jmění na 1,9 miliardy dolarů.